# Cattedrale di San Cerbone
La cattedrale di San Cerbone è il luogo di culto cattolico più importante di Massa Marittima, cattedrale della diocesi di Massa Marittima-Piombino. Nel luglio del 1975 papa Paolo VI l'ha elevata alla dignità di basilica minore. È monumento nazionale italiano.

## Storia
La cattedrale fu costruita a partire dall'XI secolo in stile romanico e la sua costruzione si protrasse per tutto il XII e XIII secolo. Alla fine di quest'ultimo secolo Giovanni Pisano modificò il terzo ordine della facciata (quello più in alto) ed estese l'abside nelle sue forme attuali. Nel XV secolo la copertura lignea a capriate della navata centrale venne modificata con le crociere ancora esistenti, mentre le crociere delle navate laterali vennero aggiunte nel XVII secolo.

## Descrizione

### Misure e dimensioni
| Parametro             | Misura  |
| --------------------- | ------- |
| Lunghezza esterna     | 58,72 m |
| Larghezza esterna     | 18 m    |
| Altezza del campanile | 37,86 m |

### Esterno

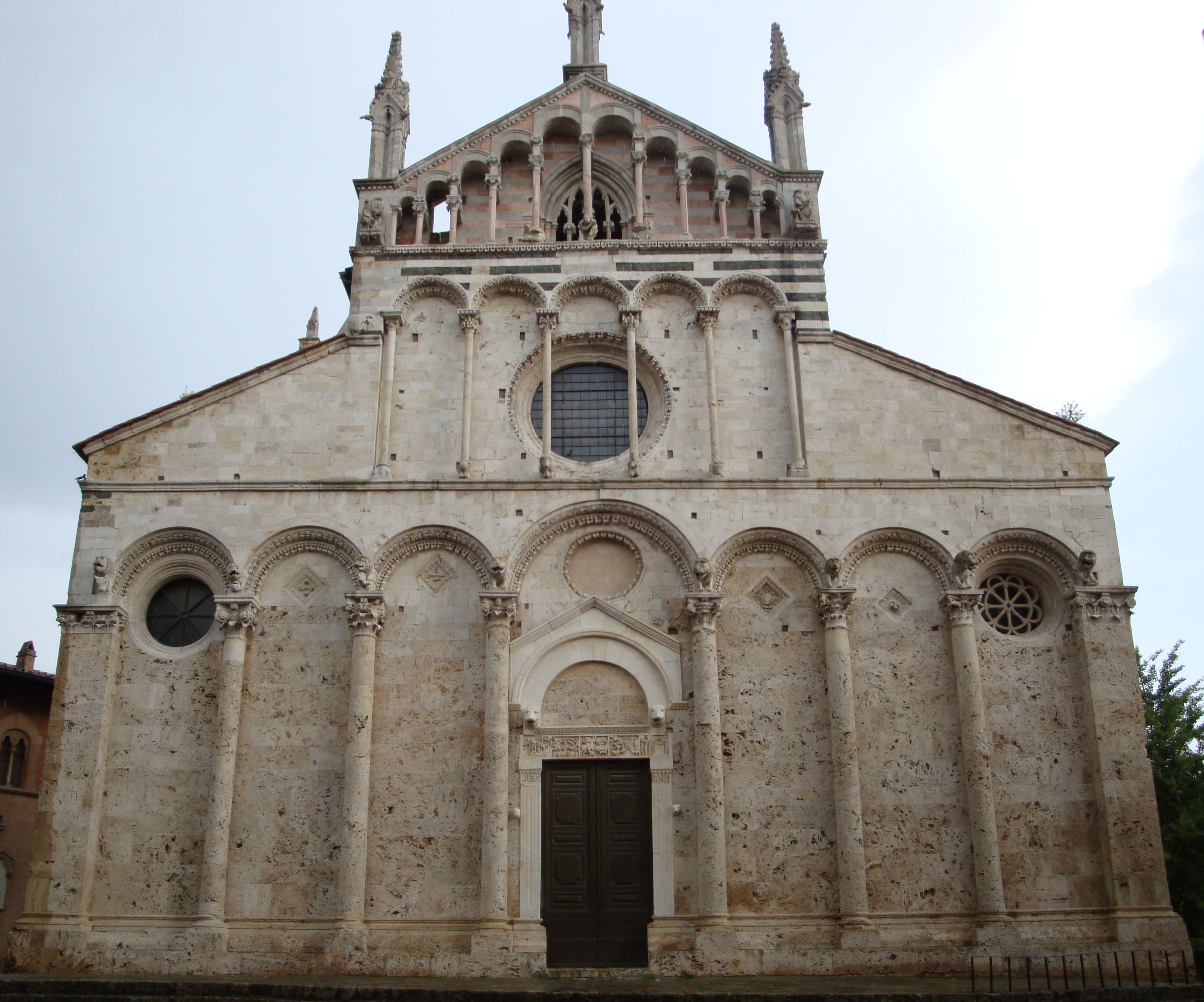
La facciata

Il prospetto della chiesa rivela le componenti culturali che si sono imposte a Massa Marittima nel corso della sua storia: la parte inferiore ad arcatelle cieche decorate da aperture circolari e losanghe, il loggiato mediano e il sovrastante coronamento a timpano riconducono all'influenza del Romanico pisano; mentre la grande quadrifora ogivale che si apre sul coronamento e le tre guglie suggeriscono l'influenza senese.
Nella facciata, il portale centrale è dotato di una piattabanda affiancata da due protomi leonine, che presenta nei cinque pannelli le Storie di San Cerbone (inizio Duecento). Le tre colonne centrali del timpano posano su tre figure: un uomo barbuto, un grifone e un cavallo. I fianchi, dove si distende una serie di arcate cieche, rivelano un'esecuzione duecentesca di carattere pisano, sottolineata anche dalla decorazione bicolore dell'alzato, presente sul fianco destro.
Il campanile conserva il carattere originario nella parte inferiore, fino alla trifora mentre la superiore è stata ricostruita in forma assai diversa negli anni 1929-1930. La forma poligonale del tiburio è di ispirazione quattrocentesca.

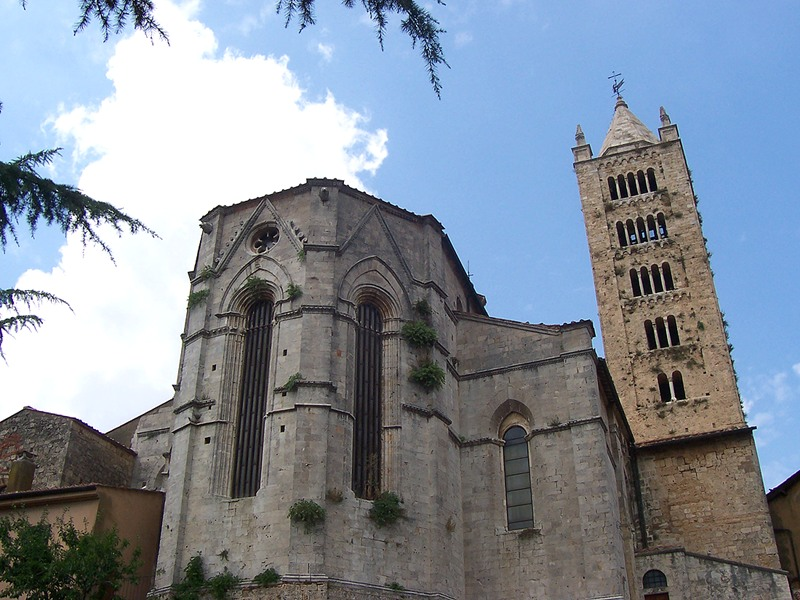
Esterno dell'abside e campanile
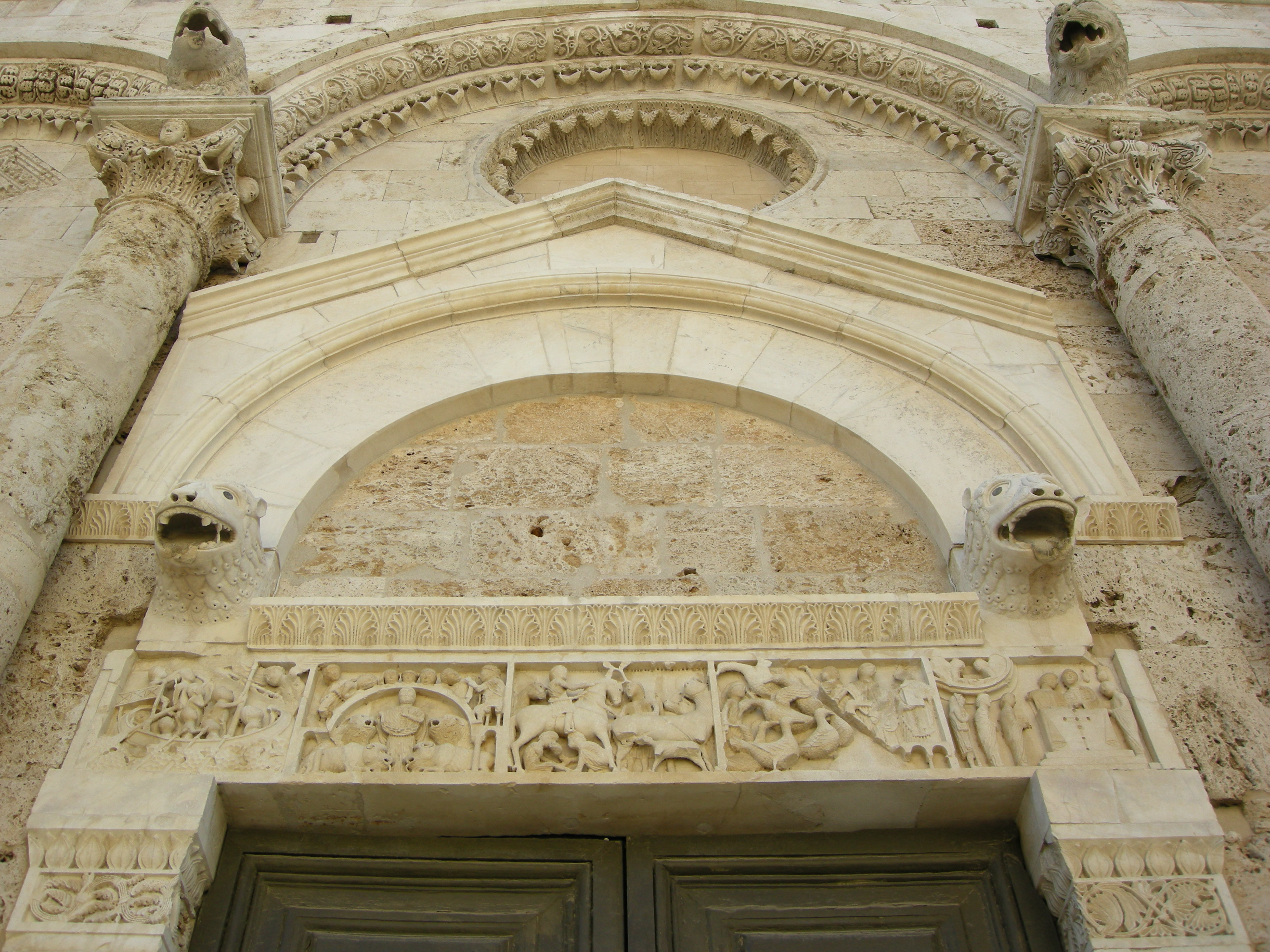
Particolare del portale della facciata
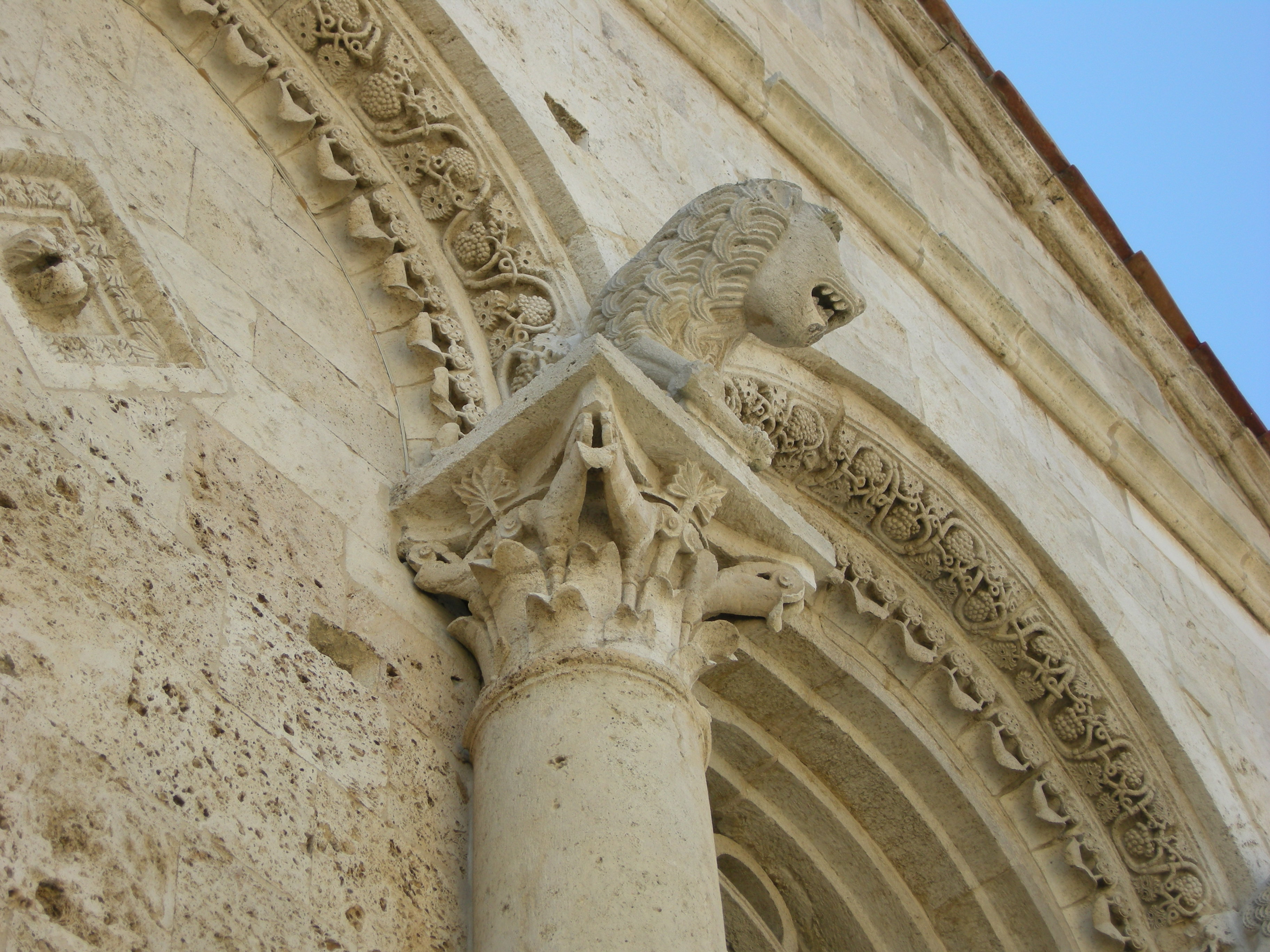
Particolare della facciata

### Interno

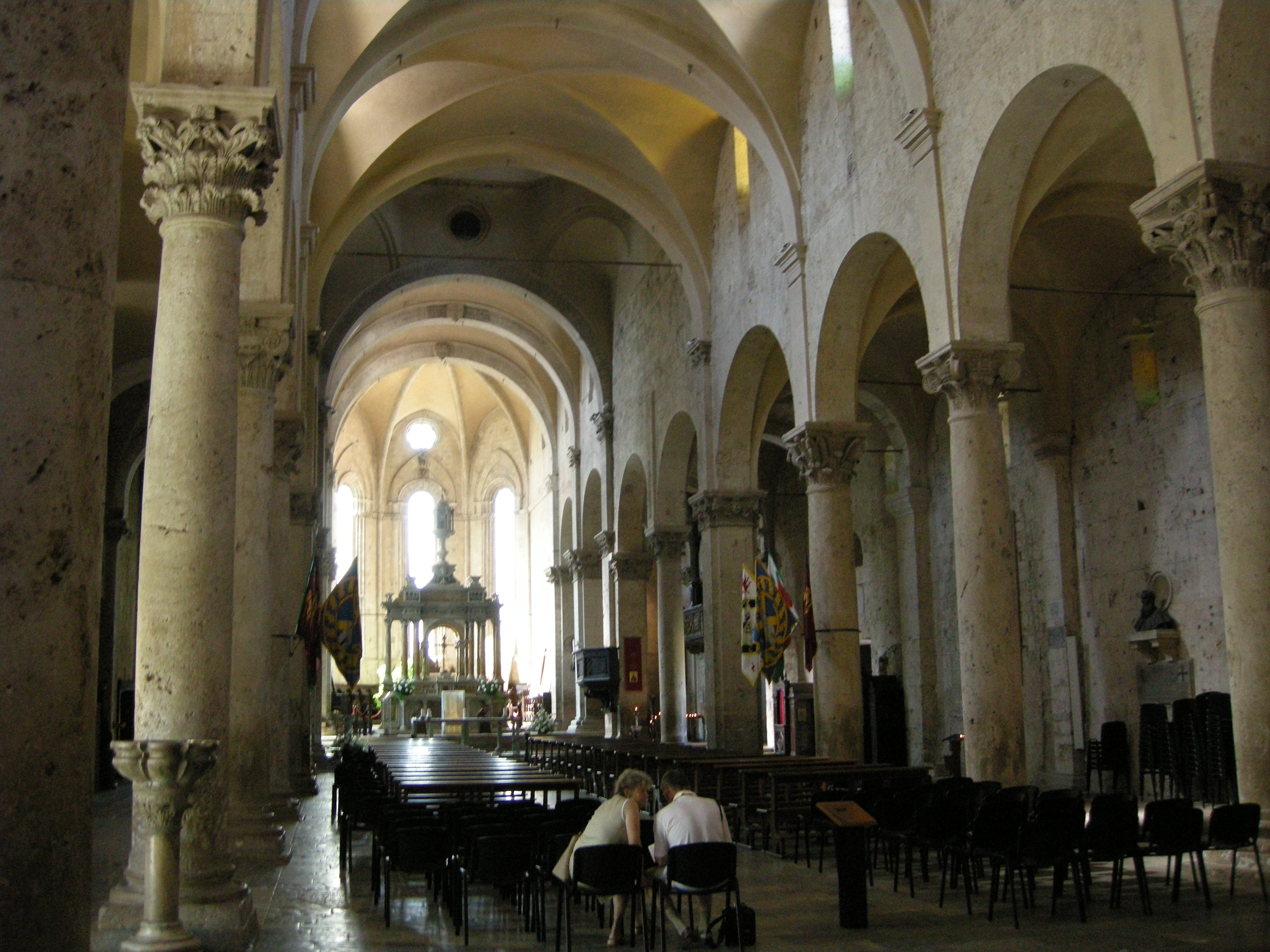
Interno

L'interno possiede un impianto basilicale a tre navate, con colonne cilindriche e pilastri cruciformi che terminano con complessi capitelli compositi. Le volte a vela della navata centrale sono della seconda metà del Quattrocento, mentre quelle laterali sono seicentesche. L'abside, con vaste finestre ogivali, ha caratteristiche senesi ed è frutto di un ampliamento della preesistente chiesa forse attribuito a Giovanni Pisano, così come a lui sono attribuite le tre figure del terzo ordine di facciata, sopra menzionate. A sinistra della porta d'ingresso posta in controfacciata, sotto un trittico trecentesco ad affresco con la Madonna in trono col Bambino e santi, è collocato un sarcofago romano del III secolo. Sulla destra della controfacciata si trova una serie di pannelli scolpiti in pietra tenera, databili secondo alcuni all'alto Medioevo, secondo altri al XII-XIII secolo. Sopra i pannelli, due affreschi con la Crocifissione (XIV secolo) e una Storia di San Giuliano (XV secolo).

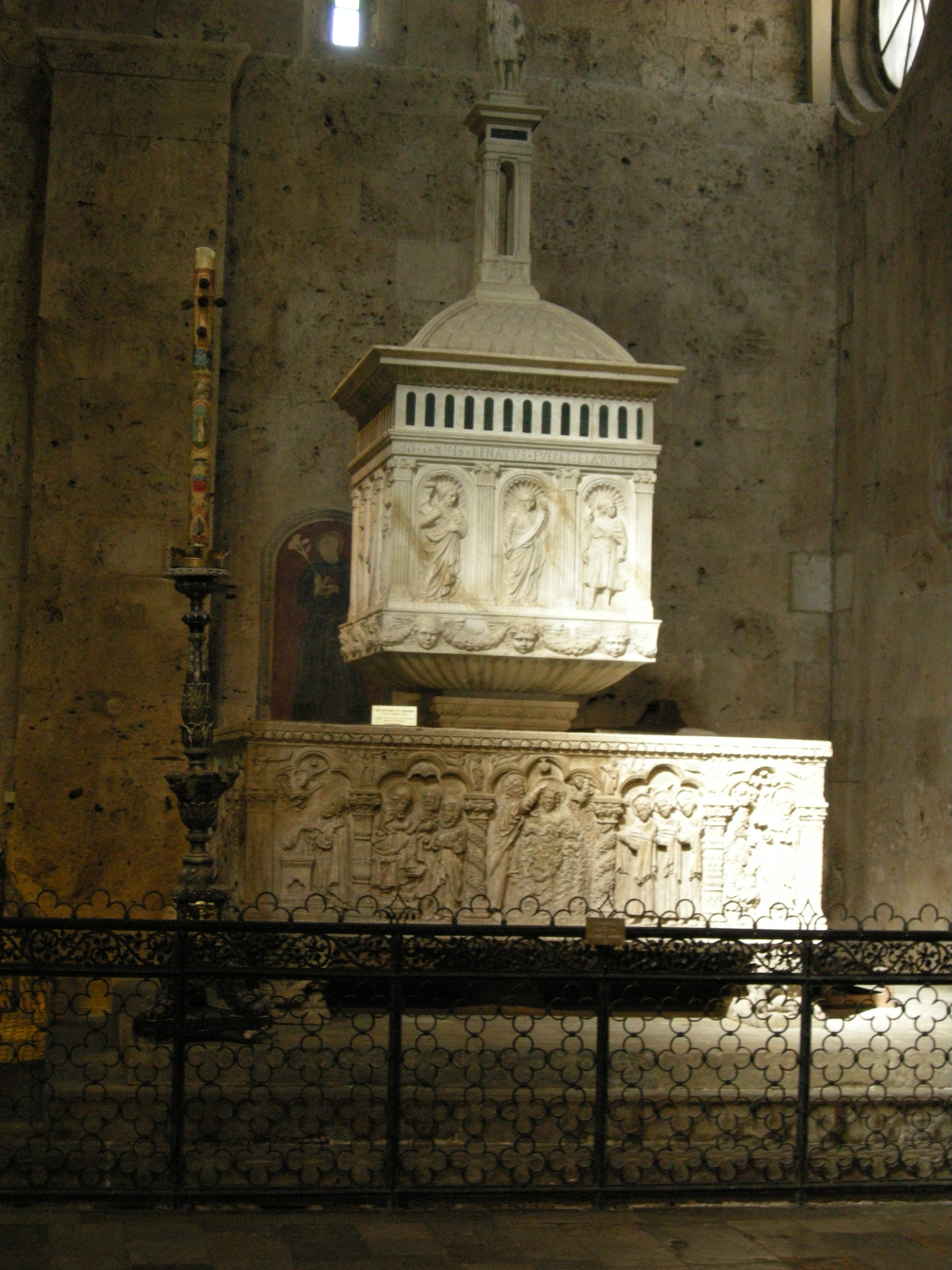
Il fonte battesimale duecentesco con il tempietto quattrocentesco

Al centro della controfacciata, il rosone è fornito di una rara vetrata trecentesca, di scuola senese, col Redentore in gloria e Storie di San Cerbone. Sulla sinistra si trova il monumentale fonte battesimale, costituito da due parti: la vasca quadrangolare con la Deesis (il Cristo adorato dalla Vergine e San Giovanni Battista) e Storie di San Cerbone e San Regolo è tutta di un pezzo di travertino e posa sul dorso di quattro leonesse. È di forma rettangolare e il lato maggiore misura 2,73 metri per 0,98 metri. Questa prima parte è opera di Giroldo da Arogno ed è del 1267, come risulta da un'iscrizione che lo circonda: "Anno Domini MCCLXVII indic...Mag. Ferruccio quondam Magistri Martini de Torniella operajo existente hoc opus scultum est a Magistro Giroldo quondam Jacobj de Cumo ad honorem Dei, beati Joannis Baptistae et beati Cerbonis patroni nostri et aliorum sanctorum Dei". 
L'alzato (seconda parte) è in forma di tempietto e risale al 1447. Su una colonnina quadrangolare è collocata una statuetta di San Giovanni Battista.
Alla parete della navata destra si trovano una Madonna in gloria coi Santi Giuseppe e Bernardino e due monaci, riferibile ad Antonio Nasini (fine XVII secolo), e una Natività della Vergine di Rutilio Manetti (XVII secolo). Nella cappella terminale di destra è appeso il Crocifisso dipinto di Segna di Bonaventura (inizi XIV secolo). Il pulpito ligneo seicentesco ha un portacroce in legno, a foggia di braccio coperto da una manica di abito ecclesiastico. Nella stessa cappella si trovano l'Immacolata Concezione e l'Eterno Padre di Rutilio Manetti (XVII secolo), e una Madonna del Rosario, di ignoto senese seicentesco.

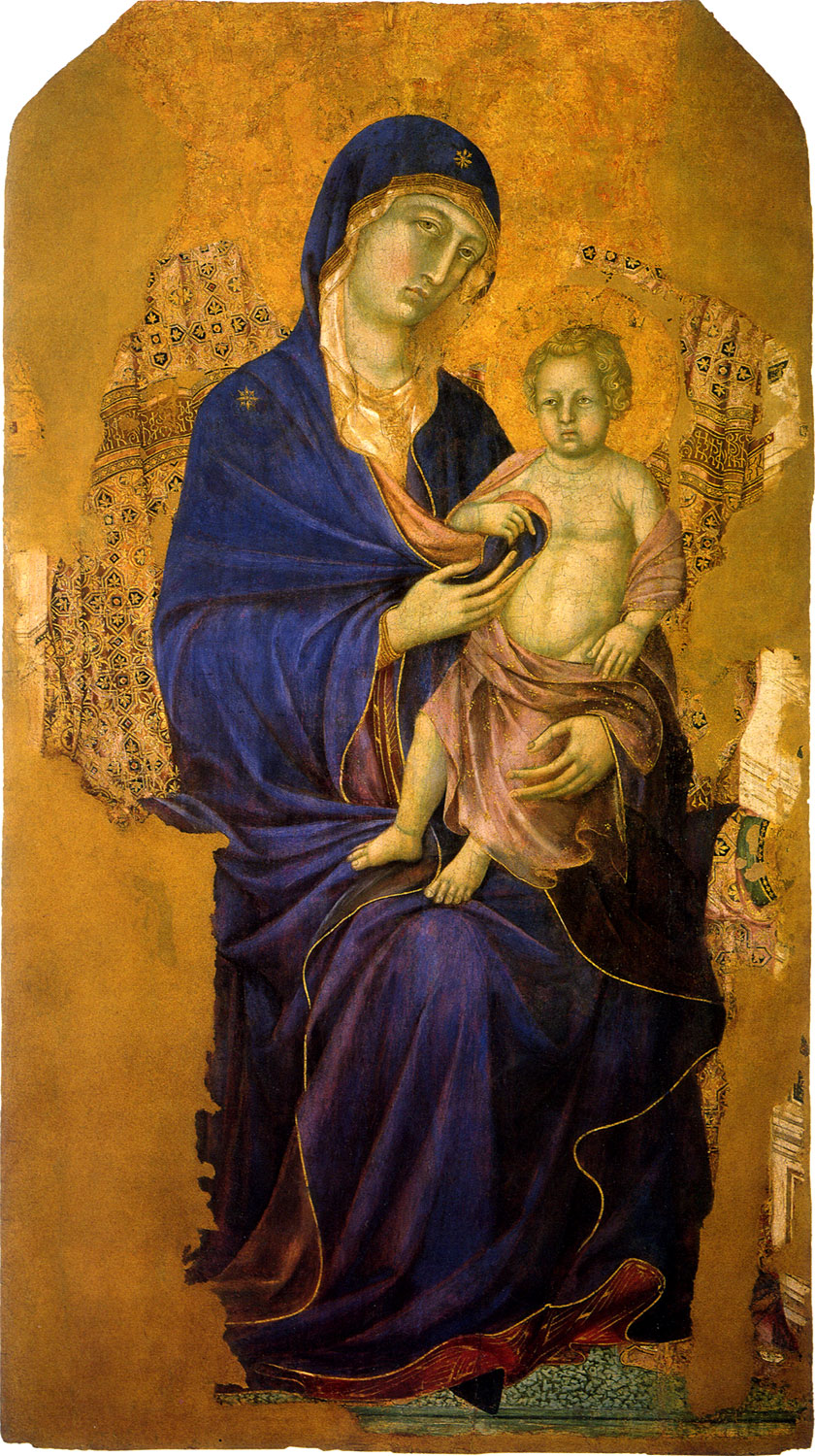
Maestà di Duccio di Buoninsegna (1316)

Sul monumentale altar maggiore marmoreo di Flaminio Del Turco (1626) è posto un Crocifisso ligneo policromato dello stesso secolo che ha sostituito un crocifisso di Giovanni Pisano che si trova oggi nel locale Museo di Arte Sacra. Agli spigoli superiori dell'altare, due angeli lignei quattrocenteschi, riferibili a Domenico di Niccolò dei Cori. Dietro l'altare, in mezzo al coro, che alle pareti conserva una serie di stalli intarsiati (1462), è stata sistemata l'Arca di San Cerbone, di Goro di Gregorio (1324). Ha forma di urna, con otto storie del santo nella parte inferiore, e dodici medaglioni con figure della Vergine, di San Cerbone, di santi e profeti nella copertura. Sulla parete destra si trova un affresco quattrocentesco con San Cerbone accompagnato dalle oche.
La Maestà attribuita a Duccio di Buoninsegna (1316) si trova nella cappella terminale di sinistra. Nella parte posteriore, una Crocifissione e alcune Storie della Passione. Alla parete sinistra della cappella è stata sistemata la pala frammentaria di Sano di Pietro con la Presentazione al Tempio.
Alla parete sinistra della navata si trovano l'Annunciazione di Raffaello Vanni (XVII secolo), il monumento funerario del vescovo Giuseppe Traversi, morto nel 1872, di Tito Sarrocchi, e alcuni affreschi frammentari del XIV-XV secolo di scuola senese, tra cui un'Annunciazione.
L'organo a canne venne costruito nel 1905 da Filippo Tronci riutilizzando la cassa e la cantoria di uno strumento cinquecentesco.
Al di sotto dell'area presbiterale, nel 2004 riorganizzata con nuovi arredi in stile moderno, si trova la cripta. All'interno di essa sono collocate undici statuette di Profeti e Santi, di uno scultore senese della metà del Trecento, e un affresco quattrocentesco con la Crocifissione e i Dolenti accompagnati da San Cerbone e San Bernardino da Siena. Nella sagrestia si trovano tre reliquiari trecenteschi, fra cui quello del dito di San Cerbone.

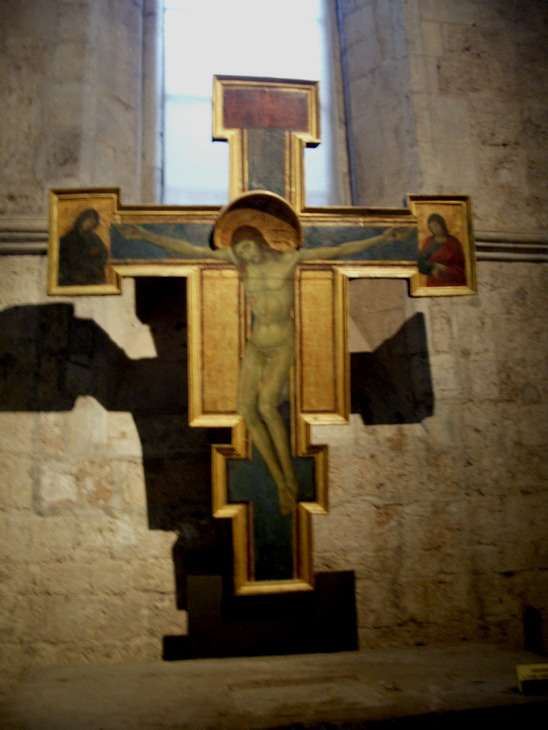
Crocifisso di Segna di Bonaventura (XIV secolo)
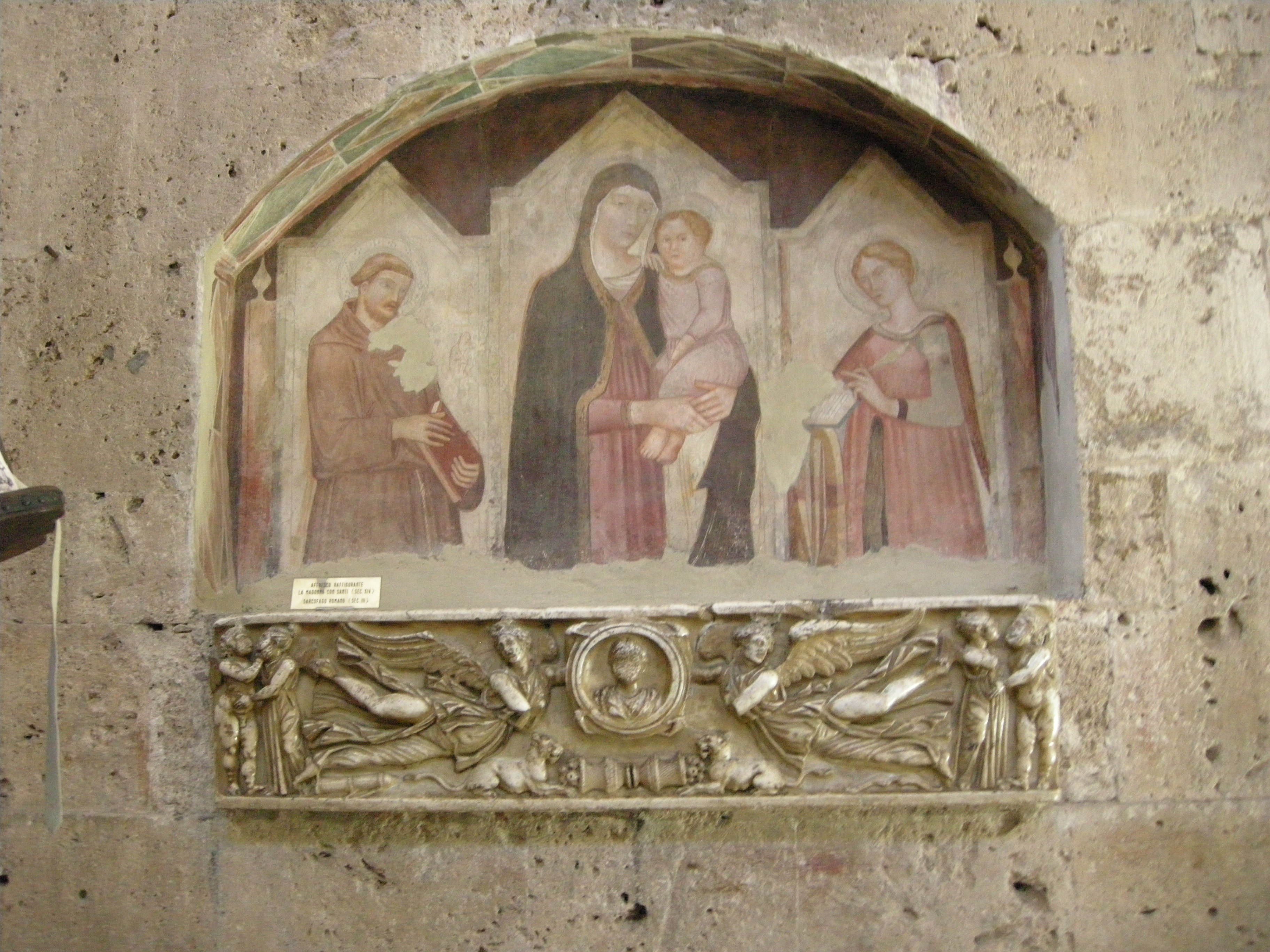
Madonna in trono col Bambino e santi (XIV secolo) e sarcofago romano (IV secolo)
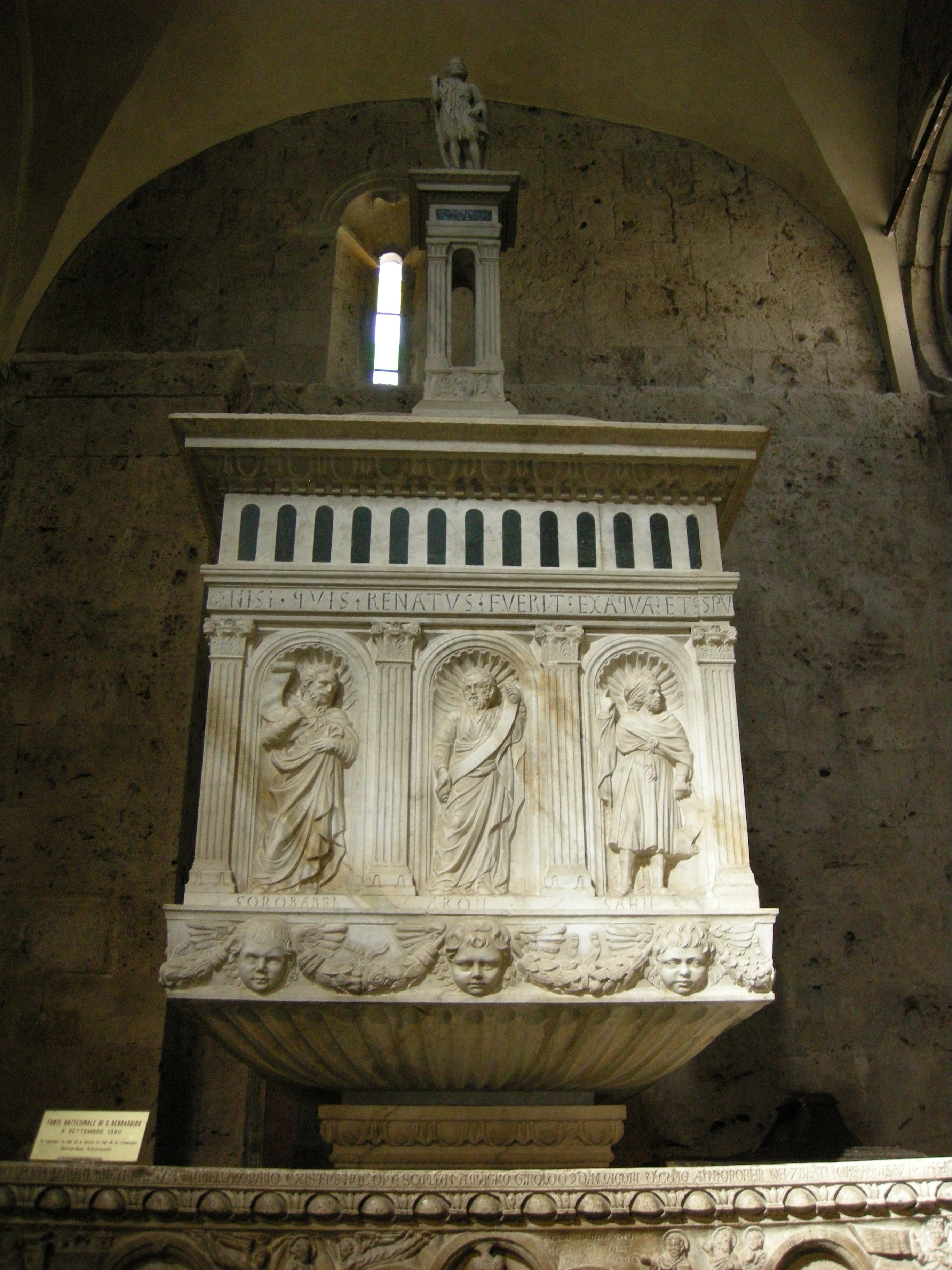
Il tempietto del fonte battesimale 1447
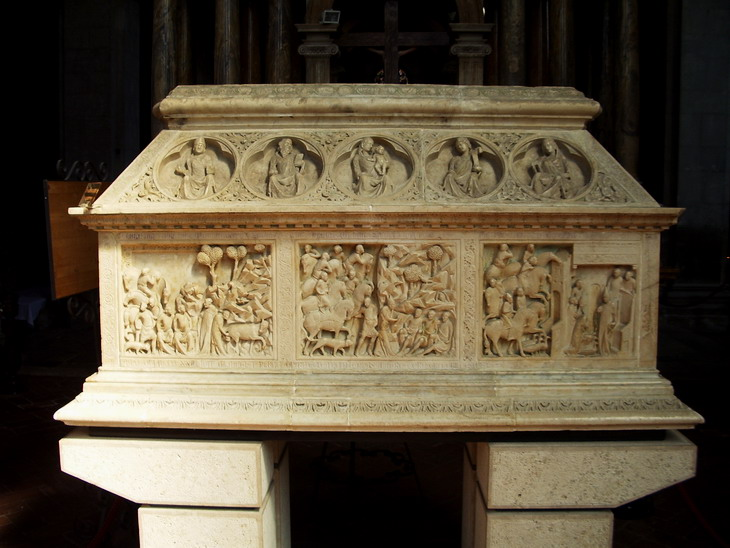
Il sarcofago di San Cerbone

## Restauri
La cattedrale di San Cerbone ha subito un'impegnativa campagna di restauri, durata circa dieci anni (1990-2000) ad opera dell'arch. Antonio Cappelli, dello Studio Tecnico Cappelli Associati. Sono stati consolidati parte della cupola ed il muro a retta sul lato ovest della cattedrale. Inoltre il progetto del restauro della facciata principale redatto dall'architetto Cappelli (1995-1997) ha vinto, per le innovative modalità di esecuzione (pulizia di alcune parti scultoree con il laser impulsato) un bando europeo per il restauro innovativo del patrimonio monumentale. In occasione del Giubileo del 2000, con il contributo di Enel, è stato riprogettato e realizzato l'impianto illuminotecnico, onde esaltare e valorizzare l'architettura del complesso e le tante opere d'arte in esso contenute.